# Stara Reka
Stara Reka (makedonska: Стара Река) är ett periodiskt vattendrag i Nordmakedonien.   Det rinner genom kommunen Resen, i den sydvästra delen av landet, 120 kilometer söder om huvudstaden Skopje.